# アーサー・ゴア (第6代アラン伯爵)
第6代アラン伯爵アーサー・ジョスリン・チャールズ・ゴア（英語: Arthur Jocelyn Charles Gore, 6th Earl of Arran KP PC (Ire)、1868年9月14日 – 1958年12月19日）は、アイルランド貴族。

## 生涯
第5代アラン伯爵アーサー・ゴアと1人目の妻、ヘンリエッタ（Henrietta、旧姓ジョスリン（Jocelyn）、1845年2月10日 – 1871年10月3日、ジョスリン子爵ロバート・ジョスリンの娘）の息子として、1868年9月14日に生まれた。
少尉としてロイヤル・バークシャー連隊に入隊した後、1888年11月17日に中尉に昇進した。1889年11月20日にロイヤル・ホース・ガーズの少尉に転じ、1892年4月13日に中尉に昇進した。1893年12月1日に連隊副官に任命され、1895年3月30日に定員外の大尉に昇進した。1896年12月、連隊副官を辞任した。1899年10月7日、定員外の大尉から定員内での大尉に転じた。第二次ボーア戦争での戦功により、1901年9月27日に（1900年11月29日付で）少佐への名誉昇進辞令を与えられた。1901年3月14日に父が死去すると、アラン伯爵位を継承した。
1903年5月、軍務から辞任した。1904年3月4日、Prince of Wales' Own Civil Service Riflesの少佐に任命された。同年7月9日、連隊の副隊長（中佐）に昇進した。1908年4月1日の連隊再編で引き続き副隊長を務めたが、同年8月に辞任した。同年10月10日に予備役の騎兵士官になり、1909年12月13日に聖パトリック勲章を授与された。1910年7月1日にアイルランドにおけるOfficers' Training Corpsの指揮官に就任、1911年7月13日に辞任した。1914年4月4日には予備役での軍職も辞任した。
第一次世界大戦が勃発すると、1914年10月10日に暫定の中佐としてPrince of Wales' Own Civil Service Riflesに復帰、1915年2月9日に引退前の軍階である大尉および名誉少佐に戻った。この変更はのちに1914年10月30日付とされた。しかし、軍務中に病気になり、1918年2月14日に退役した。
1917年、アイルランド枢密院の枢密顧問官に任命された。地元ではメイヨー県とエセックス州の副統監、メイヨー県、ラウス県とハートフォードシャーの治安判事を務め、1917年8月25日から1920年までドニゴール統監を務めた。
1958年12月19日に死去、長男アーサー・ポール・ジョン・ジェームズ・チャールズが爵位を継承した。

## 家族
1902年8月16日、モード・ジャックリン・マリー・ボークラーク・ホイセン・ファン・カッテンディーケ（Maude Jacqueline Marie Beauclerk Huyssen van Kattendijke、1927年3月6日没、フレデリック・ヨハン・エマヌエル・ホイセン・ファン・カッテンディーケ男爵の娘）と結婚、2男をもうけた。
- アーサー・ポール・ジョン・ジェームズ・チャールズ（1903年7月31日 – 1958年12月28日） - 第7代アラン伯爵[2]
- アーサー・カッテンダイク・ストレンジ・アーチボルド（英語版）（1910年7月5日 – 1983年） - 第8代アラン伯爵[2]

1929年12月17日、リリアン・コンスタンス・クイック（Lilian Constance Quick、1875年ごろ – 1962年1月25日、ジョセフ・クイックの娘）と再婚したが、2人の間に子供はいなかった。